# Аширов, Игорь Викторович
Игорь Викторович Аширов (род. 18 января 1974 года) — российский пловец и тренер высшей категории по плаванию. Заслуженный тренер России (2010).

## Биография
Игорь Викторович Аширов родился 18 января 1974 года. В юности выполнил норматив мастера спорта России по плаванию.
Работает тренером по плаванию в МАУ "Спортивная школа «Центральная» Энгельсского муниципального района, в Саратовском областном центре спортивной подготовки — школе высшего спортивного мастерства, а также в Сурдлимпийской сборной России. Возглавляет Саратовскую региональную общественную организацию «Федерация плавания».
За свою тренерскую карьеру Игорь Викторович подготовил 10 мастеров спорта, среди которых наивысших результатов добились:
- Илья Тришкин — одиннадцатикратный чемпион Сурдлимпийских игр (2009, 2013, 2017)[5][6],
- Кристина Шаяхметова — серебряный призёр Сурдлимпийских игр 2017 года на дистанции 200 метров брассом,
- Антон Бутымов — чемпион России 2010 года на дистанции 50 м на спине, экс-рекордсмен России в этой дисциплине[7][8].

## Награды и звания
- Знак «Отличник физической культуры и спорта».
- Занесён на Доску Почёта города Энгельса (2009)[9].
- Почётная грамота Губернатора Саратовской области (2009)[10].
- Почётное звание «Заслуженный тренер России» (2010)[11].
- Медаль ордена «За заслуги перед Отечеством» II степени (2014)[12][13][14].